# Corita Kent
Corita Kent (sestra Mary Corita Kent, rođena kao Frances Elizabeth Kent; Fort Dodge, Iowa, 20. studenog 1918. – Boston, 18. rujna 1986.), američka katolička redovnica, grafičarka, muralistica, dizajnerica, likovni pedagog i mirovna aktivistica. Djelovala je u Los Angelesu i Bostonu.

## Životopis
Frances Elizabeth Kent rođena je u Fort Dodgeu u američkoj saveznoj državi Iowi. Odrasla je u Los Angelesu gdje je 1938. ušla u red Sestara Bezgrešnog Srca Marijina. 1951. diplomirala je umjetnost na University of Southern California. Na učilištu Immaculate Heart College u Los Angelesu, koje je vodila njena zajednica, podučavala je umjetnost. 1968. odlučila je napustiti redovničku zajednicu i potpuno se posvetiti umjetnosti, te je do kraja života živjela i radila u Bostonu. Uz ostalo, izrađivala je i materijale za razne organizacije civilnog društva, poput Amnesty Internationala. Umrla je 1986. godine od raka.

## Djela
Stvarala je u okviru pokreta pop art. U svojim muralima kombinirala je razne poruke, najčešće iz Biblije ili suvremenog pjesništva, s različitim vjerskim ili svjetovnim motivima. Također je dizajnirala i razne čestitke i likovno opremala knjige. U šezdesetim godinama 20. stoljeća postala je poznata po svojim plakatima rađenim tehnikom sitotiska.
Široj publici su najpoznatija dva njena djela. Prvo je monumentalna slika Dugin pljusak (Rainbow Swash) naslikana na jednom od spremnika za naftu u bostonskoj luci 1971. godine, za vrijeme rata u Vijetnamu. Drugo je slika Ljubav (Love) koja je bila otisnuta na američkoj poštanskoj marci 1985. godine i prodana u 700 milijuna primjeraka. Svojom umjetnošću nastojala je prenositi poruku optimzma, mira i društvene pravednosti.

## Značaj
Radovi joj se nalaze u velikom broju muzeja i galerija, a njena nekadašnja redovnička zajednica, kojoj je oporučno ostavila glavninu svojih radova, ustanovila je memorijalnu galeriju i arhiv Corita Art Center, koji se bavi očuvanjem i promicanjem njene umjetnosti, te poruka koje je kroz umjetnosti nastojala prenijeti. Važnije retrospektivne izložbe održane su 2004. u Claremontu i 2008. u San Franciscu. Svoje studente poticala je da pronalaze umjetnost u svakodnevici. U sklopu svojeg pedagoškog likovnog rada 1967./1968. osmislila je 10 pravila za studente, učitelje i život (10 Rules for Students, Teachers, and Life).

## Vanjske poveznice
- Corita Art Center, stranice memorijalnog centra Corite Kent u Los Angelesu (engl.)
- www.artcyclopedia.com, mnoštvo podataka i poveznica o Coriti Kent (engl.)